# Egidio Digilio
Egidio Digilio (Accettura, 10 gennaio 1956) è un politico italiano.

## Biografia
Eletto alle politiche del 2008 senatore nella lista del PdL, in quanto esponente di Alleanza Nazionale, nella circoscrizione Basilicata. Fa parte della commissione Territorio e Ambiente.
Il 29 marzo 2009 è nominato Vicecoordinatore regionale vicario del Popolo della Libertà in Basilicata. Nel 2009 è stato eletto consigliere regionale della Basilicata, carica dalla quale si è dimesso dopo le elezioni.
Dopo la scissione tra Silvio Berlusconi e Gianfranco Fini, avvenuta il 29 luglio 2010, Digilio decide di seguire Gianfranco Fini nella costruzione del suo nuovo soggetto politico. Infatti il 2 agosto 2010, insieme ai senatori Mario Baldassarri, Barbara Contini, Candido De Angelis, Maria Ida Germontani, Giuseppe Menardi, Francesco Pontone, Maurizio Saia, Giuseppe Valditara e Pasquale Viespoli, costituisce il gruppo di Futuro e Libertà per l'Italia al Senato, successivamente sciolto per la fuoriuscita di Menardi, Pontone, Saia e Viespoli. In conseguenza di tale passaggio, il 9 settembre 2010 si dimette da Vice Coordinatore regionale vicario del Popolo della Libertà e il 14 ottobre 2010 è nominato Coordinatore regionale di Futuro e Libertà per l'Italia in Basilicata.
Il 29 marzo 2011 ha co-firmato un disegno di riforma costituzionale per abolire la XII norma della Costituzione italiana, che vieta "la riorganizzazione, sotto qualsiasi forma, del disciolto partito fascista".